# Alberto Ongaro
Alberto Ongaro, también conocido como Alberto Nogara (Venecia, Italia, 22 de agosto de 1925-Venecia, 23 de marzo de 2018), fue un periodista, escritor e historietista italiano.

## Biografía
Fue el hijo mayor del matrimonio formado por Agostino Ongaro y Carolina Trevisan. El padre murió en 1945, cuando él todavía vivía en Italia. Tuvo tres hermanas: Franca, Cecilia y Luisa. Estudió letras y filosofía en la Universidad de Padua. Vivió durante algunos años en América del Sur — desde 1949 hasta 1957—, para lluego partir hacia Inglaterra hasta 1979, cuando regresó a su ciudad natal.
Trabajó como historietista para la revista Corriere dei Piccoli. Como periodista fue corresponsal extranjero del periódico L'Europeo. Escribió libros de novelas como La taverna del doge Loredan, Il ponte della solita ora y La partita, que fue adaptada para la película The Gamble en 1988.
En 1943 estuvo en prisión debido a su actividad antifascista junto a su primo, el dibujante de historietas y editor Mario Faustinelli. Allí ambos gestaron la idea de hacer una revista de historietas. En 1947 nació la revista Albi Uragano en donde aparecía la historieta Asso di Picche [As de Espadas], con dibujos de Hugo Pratt y guion de Ongaro. En esta publicación trabajó el «grupo de Venecia» conformado por Ongaro, Faustinelli, Hugo Pratt, Ivo Pavone, Giorgio Bellavitis, Dino Battaglia, Fernando Carcupino, Paul Campani y Rinaldi D'Ami.
Por esa época escribía la serie Junglemen de la mano de Dino Battaglia, la que más adelante sería editada en Argentina bajo el nombre Hombres de la jungla en las revistas Salgari y Cinemisterio, con dibujos de Hugo Pratt.
Asso di Picche se publicó poco después en Argentina, en la revista Salgari. César Civita, su editor, invitó al grupo de Venecia a trabajar para la Editorial Abril en Argentina o desde Italia. Optaron por enviar sus trabajos hasta 1951, cuando una parte del equipo —Ongaro, Faustinelli, Pratt, Pavone— viajó hacia Buenos Aires.

## Obras
| Novelas - 2014 - Athos: vita, avventure segrete e morte presunta di un personaggio. - 2011 - Un uomo alto vestito di bianco. - 2009 - La maschera di Antenore. - 2007 - La versione spagnola. - 2006 - Il ponte della solita ora. - 2003 - Rumba. - 2003 - La strategia del caso. - 2000 - Il segreto dei Ségonzac. - 1997 - Hollywood Boulevard. Policial. - 1996 - La terra degli stregoni. - 1993 - Passagio segreto. - 1991 - Interno argentino. - 1988 - L'Ombra abitata. - 1986 - La partita (Premio Campiello). - 1983 - Il segreto di Caspar Jacobi. - 1980 - La taverna del Doge Loredan. - 1970 - Un romanzo d'avventura. - 1965 - Il complice. | Historietas - 1945 - Asso di Picche. - 1947 - Junglemen. - 1948 - Capitán Caribe. - 1950 - Misterix. Dibujos de Paul Campani. - 1951 - El cacique Blanco. Dibujos de Hugo Pratt. - 1954 - Tierra del Fuego. Dibujos de Carlos Vogt. - 1955 - Mark Cabot. Dibujos de Carlos Vogt. - 1955 - Drake, el aventurero. Dibujos de Carlos Freixas. - 1957 - Johnny Korvo, el implacable. Dibujos de Carlos Vogt. - La bruja del mar. Dibujos de Dino Battaglia. - L'Ombra. Dibujos de Hugo Pratt. - 1983 - El Eternauta - tercera parte. Con dibujos de Oswal (lápices), Mario Morhain (tintas) y Carlos Meglia (fondos). |